# Myrinia
Myrinia este un gen de fluturi din familia Hesperiidae. 

## Specii
- Myrinia binoculus
- Myrinia catua
- Myrinia laddeyi
- Myrinia monka
- Myrinia myris
- Myrinia raymundo
- Myrinia santa